# Aristotele Fioravanti
Ridolfo "Aristotele" Fioravanti (ca. 1415 of 1420 in Bologna - ca. 1486) was een Italiaanse renaissancistische architect en ingenieur, actief in het grootvorstendom Moskou vanaf 1475, waar hij  in 1475–1479 de Kathedraal van de Ontslapenis van de Moeder Gods in Moskou ontwierp.
Zijn achternaam wordt soms gegeven als Fieraventi. Russische versies van zijn naam zijn Фиораванти, Фьораванти, Фиеравенти, Фиораванте.

## Levensloop
Er is weinig bekend over de vroege jaren van Fioravanti. Hij werd geboren in Bologna rond 1415/1420 in een familie van architecten en waterbouwkundigen.
Hij werd bekend om de zeer innovatieve apparaten die hij gebruikte voor de herbouw van de torens van de adellijke families van de stad. Tussen 1458 en 1467 werkte hij in Florence voor Cosimo de 'Medici de Oude en in Milaan, voordat hij terugkeerde naar zijn geboortestad. Daar maakte hij de plannen voor het Palazzo Bentivoglio, maar het bouwwerk werd pas in 1484-1494 voltooid (door Giovanni II Bentivoglio). In 1467 werkte hij voor koning Matthias Corvinus in Hongarije.

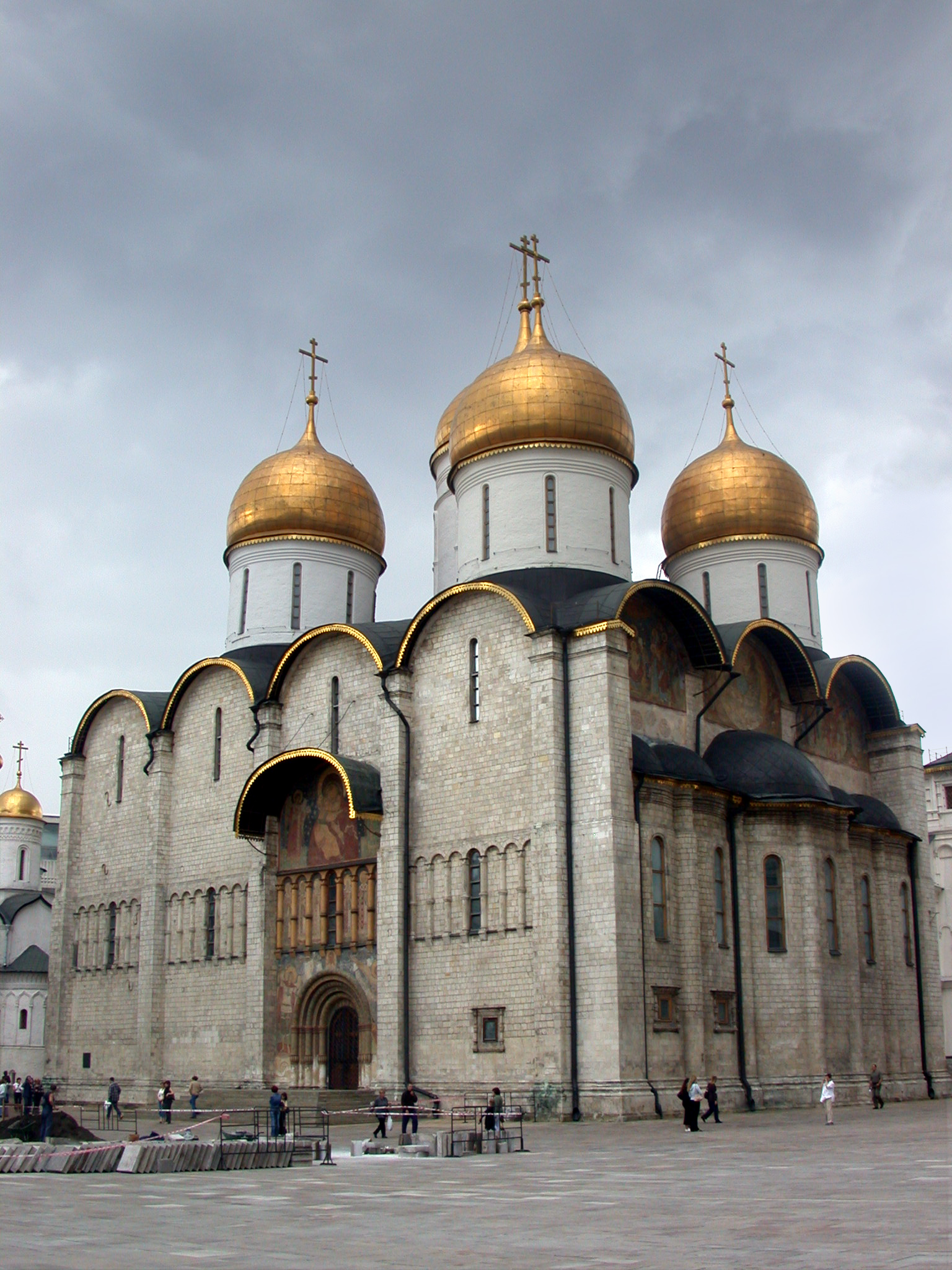
De Kathedraal van de Ontslapenis van de Moeder Gods in Moskou

In 1475 ging hij op uitnodiging van Ivan III naar Moskou, waar hij in 1475–1479 de prachtige Kathedraal van de Ontslapenis van de Moeder Gods bouwde, geïnspireerd op de Kathedraal van de Ontslapenis van de Moeder Gods van Vladimir. Dit is het werk waarvoor hij het best herinnerd wordt.
Volgens sommige berichten werd hij door Ivan III in de gevangenis gegooid toen hij hem vroeg terug te keren naar Italië en stierf in gevangenschap. Volgens andere verslagen nam hij als militair ingenieur en artilleriecommandant deel aan de campagnes tegen Novgorod (1477-147), Kazan (1482) en Tver (1485).